# Pas Internacional els Alliberadors
El Pas internacional els Alliberadors (castellà: Paso Internacional los Libertadores, també anomenat Cristo Redemptor) és un pas fronterer en la Serralada dels Andes entre Argentina i Xile. És la principal ruta entre les ciutats de Santiago (Xile) i Mendoza (Argentina), a més de permetre el pas de vehicles pesats entre tots dos països.
En el costat argentí, la ruta d'accés posseeix una lleu inclinació fins que finalment entra a un túnel que se situa en els 3220 msnm. Es pot obviar el túnel prenent una ruta destapada que puja al cim, on està situada la frontera i l'estàtua de Crist Redemptor a una altura de 4000 metres. El costat xilè presenta una gran quantitat de corbes per poder salvar la pronunciada pendent.

## Història
Inaugurat en 1980, el Túnel del Crist Redemptor de 3,08 km de llarg i a una altura de 3175 msnm, serveix com una important ruta terrestre entre Xile i Argentina, encara que sol ser tancat durant l'hivern a causa de la neu o per perill d'ensulsiades.
El seu nom prové de l'estàtua del Crist Redemptor dels Andes que se situa just en la frontera a gairebé 4000 msnm. En 1904, van inaugurar el monument que constitueix un símbol d'amistat argentí-xilena. Porta una inscripció amb part d'un missatge del papa Pius XII que diu: "Es desplomaran primer aquestes muntanyes abans que xilens i argentins trenquin la pau jurada al peu del Crist Redemptor".
L'obra va ser realitzada per l'escultor argentí Mateo Alonso, pesa 4 tones.

## Túnels alternatius
Per evitar un possible col·lapse del pas fronterer en cas d'una inhabilitació perllongada del túnel principal, s'ha proposat la construcció de dos nous túnels. El primer és el Túnel Juan Pablo II, que seria construït a 20 km de l'actual a una altura de 2250 msnm i tindria una longitud de 27,2 km. Aquest túnel uniria a les comunas de Horcones en l'Argentina, i Jonquera a Xile.
L'altre túnel proposat, anomenat Pas Les Llenyes, seria construït a 2050 msnm d'altura i tindria una longitud de 11,5 km; unint la comuna de Machalí a Xile, amb el poblat del Sosneado, proper a Sant Rafael, en l'Argentina.

## Galeria

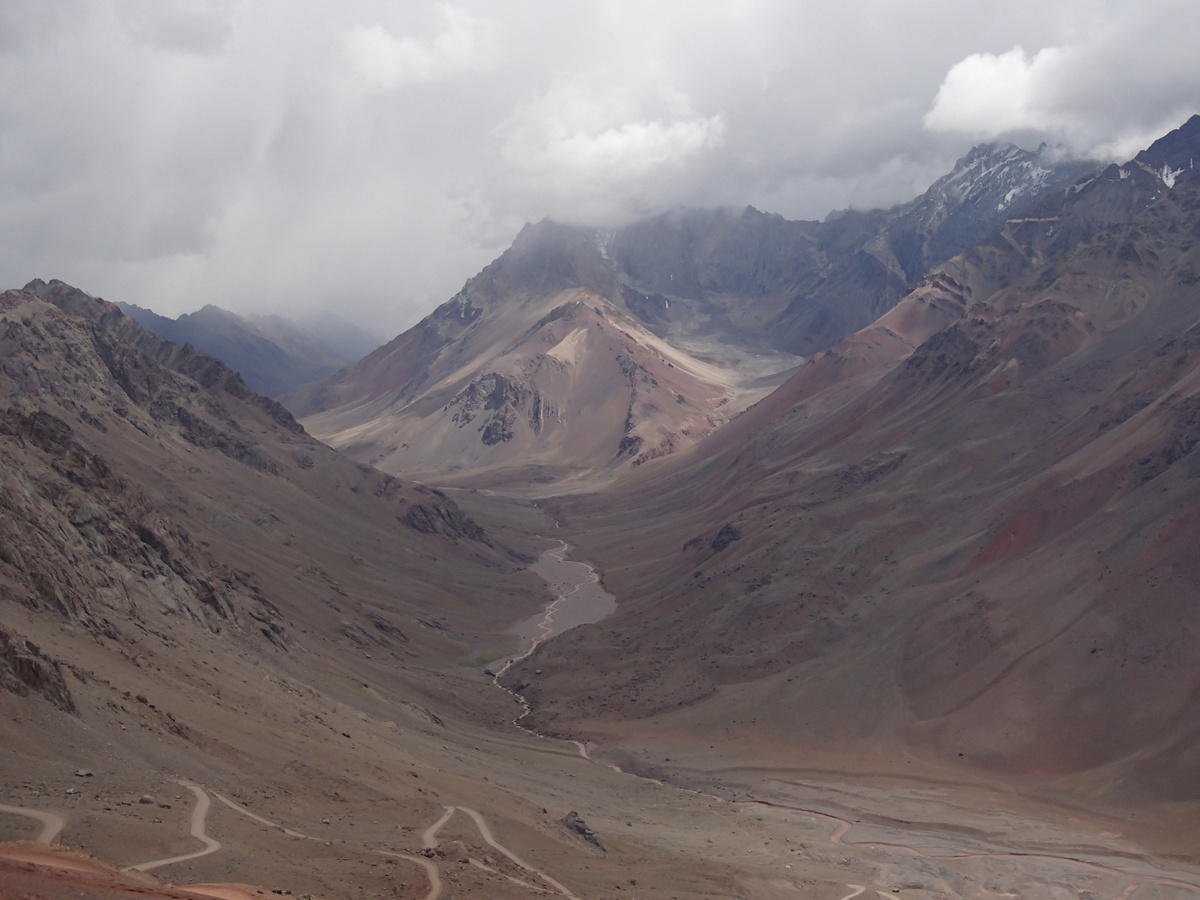
Pas de Crist Redemptor, costat argentí
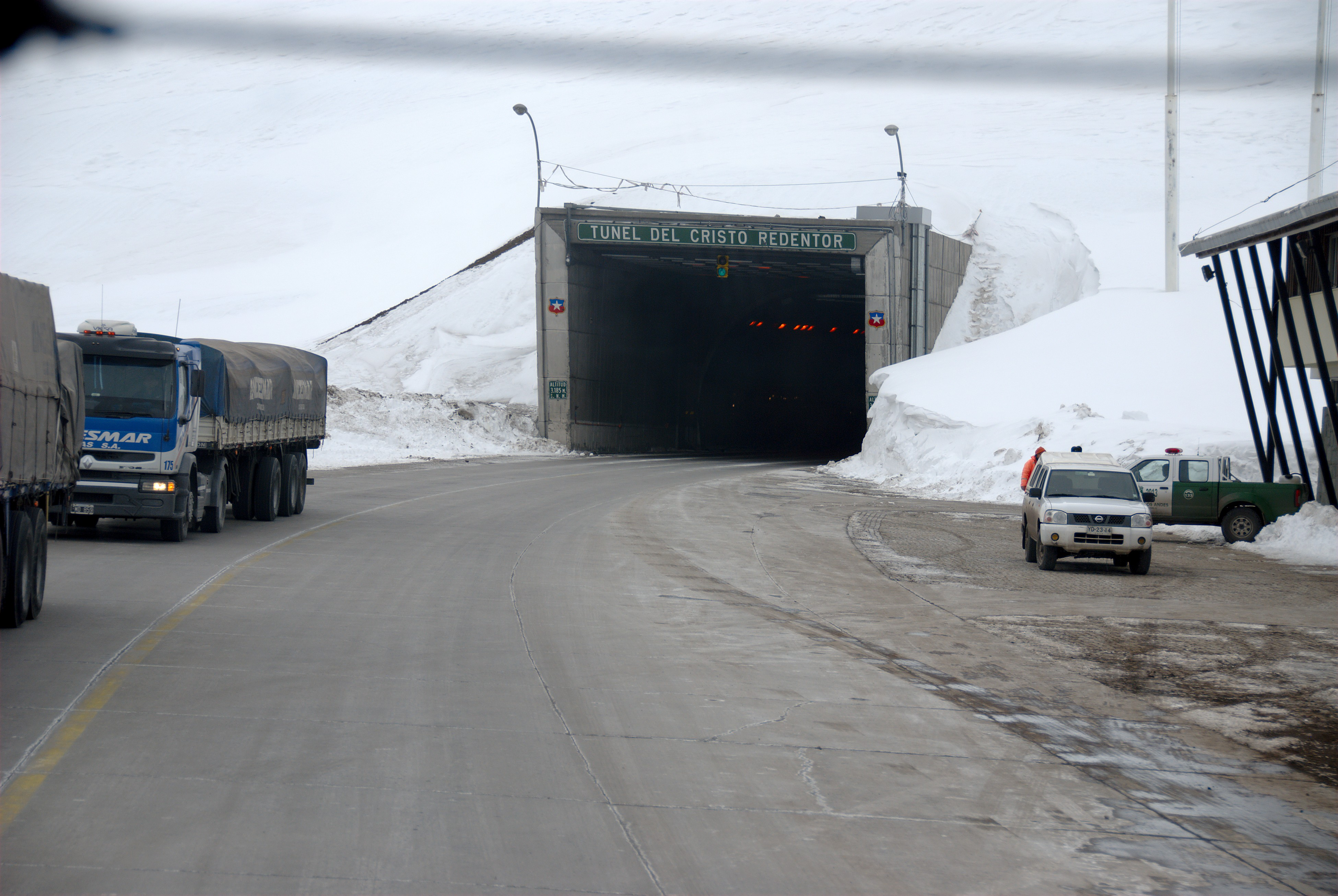
La boca xilena del túnel Crist Redemptor, a l'hivern.
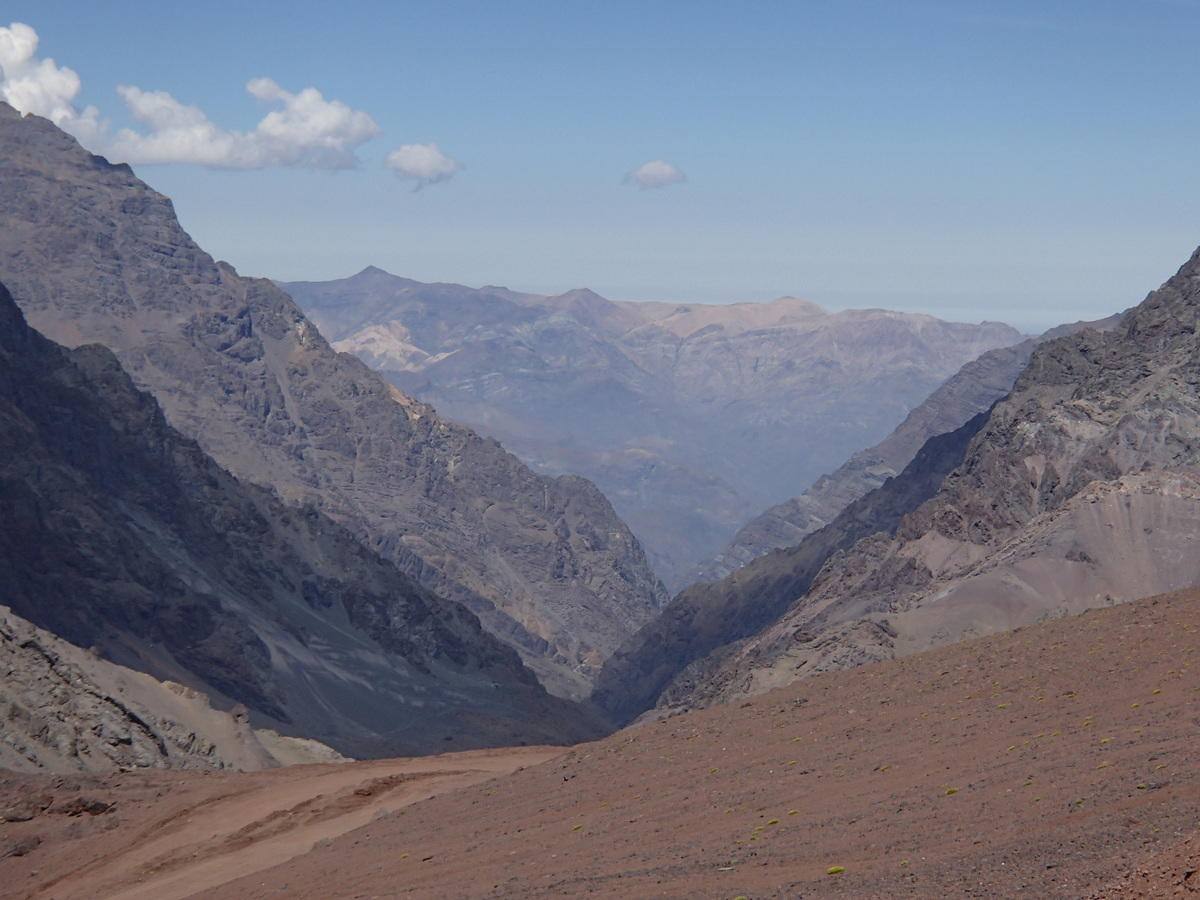
Pas de Crist Redemptor, costat xilè
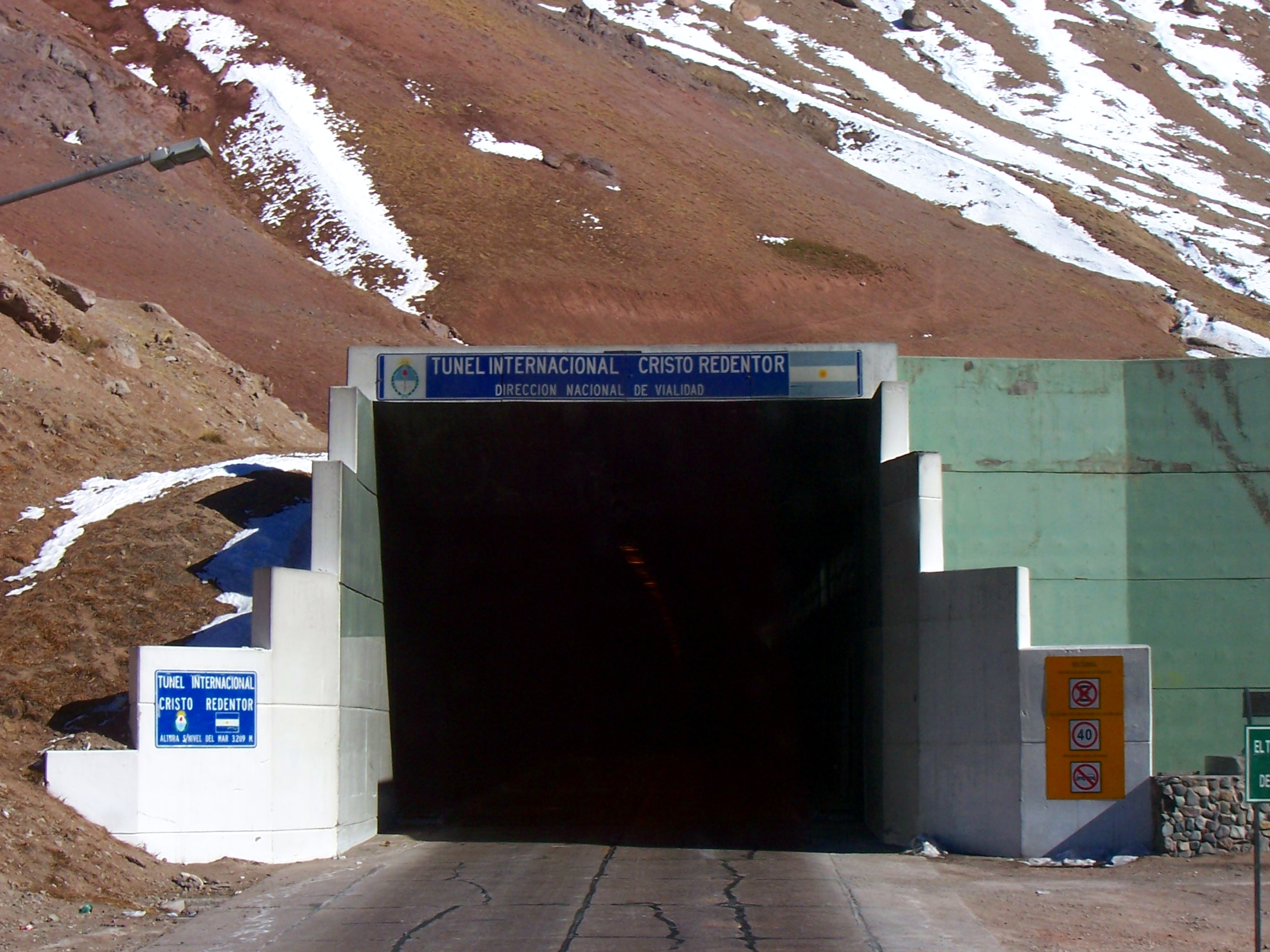
La boca argentina del túnel Crist Redemptor.